# Marie-Pierre Pruvot
Marie-Pierre Pruvot (ur. jako Jean-Pierre Pruvot 11 listopada 1935 w Isser w Kabylii) – francuska artystka estradowa posługująca się pseudonimem artystycznym Bambi, pisarka i nauczycielka,  transpłciowa kobieta.
Przez blisko 20 lat brała udział w pokazach kabaretu rewiowego Le Carrousel de Paris, znanego z występów osób transpłciowych.
Regularnie występując, pojawiła się w kilku filmach dokumentalnych, m.in. w wyreżyserowanej przez Vittoria Salę produkcji z 1956 r. pt. Costa Azzurra oraz w obrazie utworzonym pod kierownictwem Mina Loyi z 1963 r. 90 notti in giro per il mondo. Podczas swej estradowej kariery ukończyła studia na francuskiej Sorbonie, w 1974 r. zostając nauczycielką literatury. Początkowo zaangażowana w Cherbourg-Octeville, 2 lata później rozpoczęła pracę w Garges-lès-Gonesse, gdzie pozostała przez następne 25 lat. Uhonorowano ją Orderem Palm Akademickich.
W 2003 roku pod pseudonimem Marie-Pier Ysser opublikowała autobiograficzną powieść J'inventais ma vie. Następnym jej utworem była autobiografia Marie parce que c'est joli (2007). J'inventais ma vie została wznowiona w 2013 roku, Pruvot napisała też jej kontynuację, wydaną w kilku tomach.
Pruvot jest główną bohaterką filmu dokumentalnego Sébastiena Lifshitza Bambi. Życie jak kabaret (2013), który wyróżniono Nagrodą Teddy w kategorii Film dokumentalny na 63. Festiwalu Filmowym w Berlinie.

## Twórczość
- J'inventais ma vie, wyd. Osmondes, 2003
- Marie parce que c'est joli, wyd. Bonobo, 2007
- France, ce serait aussi un beau nom, wyd. Ex Aequo, 2012[8]
- Frissons au Carrousel, wyd. Ex Aequo, 2013[8]
- Comme autant de ronds dans l'eau, z Galią Salimo, wyd. Ex Aequo, 2013[8]
- Madame Arthur. J'inventais ma vie, tom 2, wyd. Ex Aequo, 2013[8]
- Le carrousel. J'inventais ma vie, tom 3, wyd. Ex Aequo, 2013[8]
- La chanson du bac. J'inventais ma vie, tom 4, wyd. Ex Aequo, 2014[8]